# Grupo Fossilis
O Grupo de Pesquisas Paleoarqueológicas Fossilis, ou simplesmente Grupo Fossilis é uma Organização não Governamental brasileira, criada no município de Caratinga, no estado de Minas Gerais, em março de 2001, tem como objetivo desenvolver atividades de estudos e pesquisas arqueológicas, paleontológicas, fistóricas e culturais na região onde está inserida.
Principais atividades realizadas:
- Semana de Paleontologia do Leste Mineiro - Caratinga/MG - 2010
- Simpósio de Paleontologia - 2002/2010
- Exposições Paleoarqueológicas - 2002/2003/2004/2005/2006/2007/2010
- Mostra Internacional de Paleoarte - 2007/2008/2009/2010
- Exposições do Projeto Paleomirim - 2003/2004
- Mostra de Cultura Afro-Brasileira - 2005/2010
- Trabalhos de Campo.

Foi criado no ano de 2001 o "Jornal Fossilis Notícias" o boletim informativo do Grupo, com publicação trimestral que objetiva a divulgação dos temas abordados, além das atividades realizadas pelo Fossilis.
Diretoria atual:
- Presidente: Laci Augusto dos Reis;
- Vice-Presidente: Antônio Carlos Teixeira Costa;
- 1º Secretário: Paula Regina Nunes Costa;
- 2º Secretário: Harley Leandro Coelho;
- 1º Tesoureiro: Fernanda França dos Santos;
- 2º Tesoureiro: Mônica Gonçalves da S. Zavatário;
- Diretor de Relações Públicas: Walter Zavatário.